# Ioan Stan Mihăescu
Ioan Stan Mihăescu (n. 1854, Săpânța, județul Maramureș – d. 1927, Săpânța) a fost un deputat la Marea Adunare Națională de la Alba Iulia, ca delegat al cercului electoral Teceu, Maramureș.

## Biografie
Ioan Stan Mihăescu a studiat doar patru clase la școala primară din sat, a fost membru Al Sfatului Național Săpânța, și al Gărzii Naționale. Ioan Stan Mihăescu a decedat la Săpânța în anul 1928.